# Варашская городская община
Варашская городская общи́на (укр. Вараська міська громада) — территориальная община в Варашском районе Ровненской области Украины.
Административный центр — город Вараш.
Население составляет 52 916 человек. Площадь — 608,7 км².
Органом местного самоуправления Варашской общины является Варашский городской совет.
В соответствии с распоряжением Кабинета Министров Украины от 12 июня 2020 года, в состав общины вошла территория Варашского городского совета, а также Бельсковольского, Заболотьевского, Мульчицкого, Озерецкого, Собещицкого Сопачовского и Старорафальского сельских советов упразднённого Владимирецкого района.

## Населённые пункты
В состав общины входят 1 город (Вараш) и 17 сёл:
- Бельсковольский старостинский округ:
  - Бельская Воля
  - Березина
  - Круглое
  - Рудка
- Заболотьевский старостинский округ:
  - Заболотье
- Мульчицкий старостинский округ:
  - Журавлиное
  - Крымно
  - Мульчицы
  - Уречье
- Озерецкий старостинский округ:
  - Городок
  - Озерцы
- Собещицкий старостинский округ:
  - Собещицы
- Сопачовский старостинский округ:
  - Диброва
  - Сопачов
  - Щеков
- Старорафальский старостинский округ:
  - Бабка
  - Старая Рафаловка